# Dolní Kanada
Dolní Kanada (francouzsky Bas-Canada, anglicky Lower Canada) byla britská kolonie existující v letech 1791–1841 okolo dolního toku řeky sv. Vavřince. V současné době je její území rozděleno mezi kanadské provincie Québec a Newfoundland a Labrador.

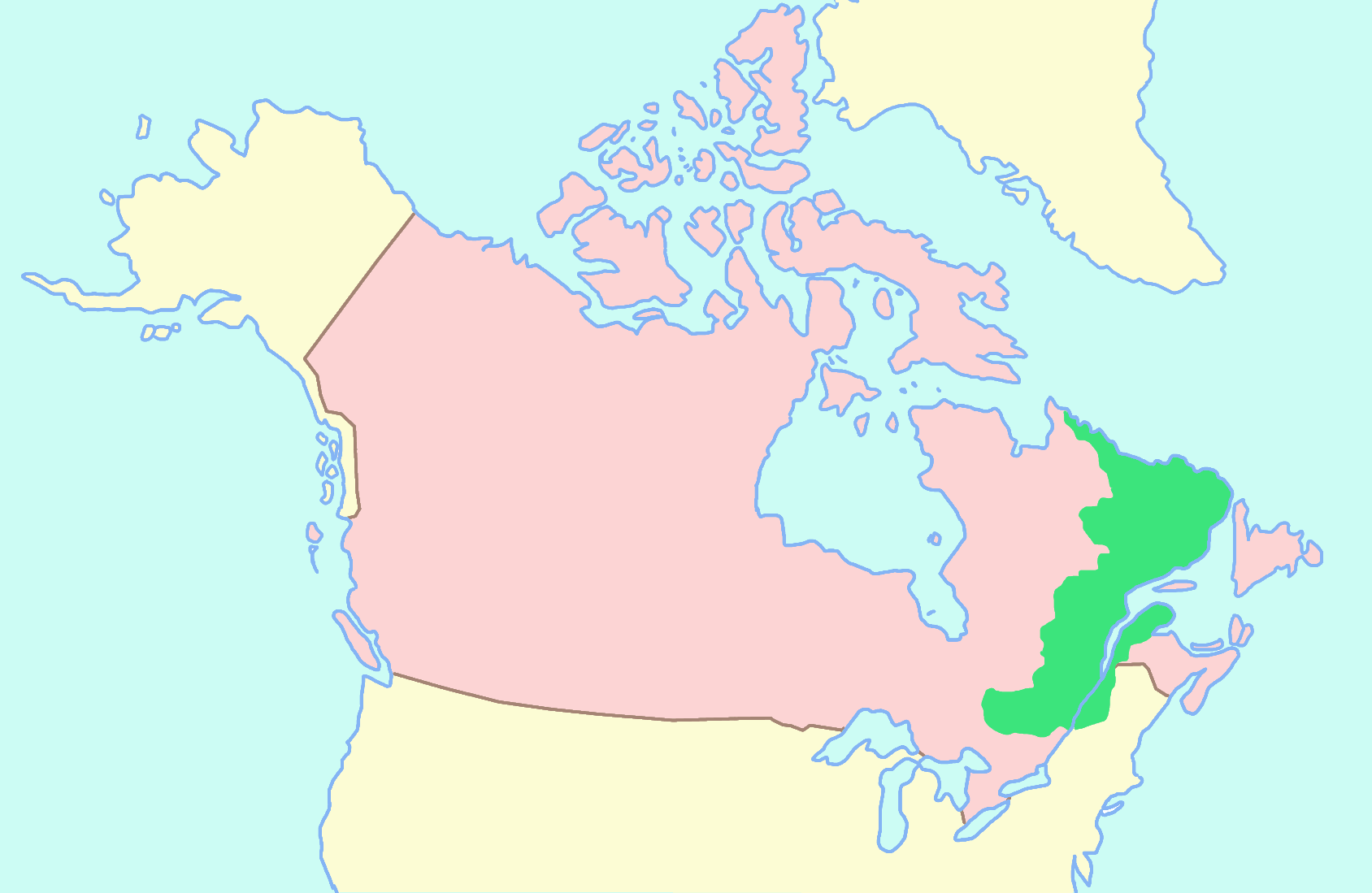
Dolní Kanada (zelená)